# تپه آسو
تپه آسو مربوط به دوره اشکانیان - دوره ساسانیان است و در شهرستان کوهدشت، بخش طرهان، ۱/۶ کیلومتری جنوب شهر گراب واقع شده و این اثر در تاریخ ۲۸ اسفند ۱۳۸۵ با شمارهٔ ثبت ۱۸۳۰۳ به‌عنوان یکی از آثار ملی ایران به ثبت رسیده است.